# Francis Covi
Vous pouvez aider à l'améliorer ou bien discuter des problèmes sur sa page de discussion.
- Il ne cite pas suffisamment ses sources. Vous pouvez indiquer les passages à sourcer avec {{référence nécessaire}} ou {{Référence souhaitée}}, et inclure les références utiles en les liant aux notes de bas de page. (Marqué depuis janvier 2022)
- Il contient une ou plusieurs listes. Le texte gagnerait à être rédigé sous la forme d’un ou plusieurs paragraphes synthétiques, afin d’être plus agréable à lire. (Marqué depuis mars 2022)

- Archive Wikiwix
- Bing
- Cairn
- DuckDuckGo
- E. Universalis
- Gallica
- Google
- G. Books
- G. News
- G. Scholar
- Persée
- Qwant
- (zh) Baidu
- (ru) Yandex
- (wd) trouver des œuvres sur Wikidata

Pour les articles homonymes, voir Covi (homonymie).
Francis Covi, né le 5 février 1905 à Ouidah au Dahomey (actuel Bénin) et mort le 13 décembre 1966 à Porto-Novo, est un enseignant, directeur d'école et homme politique dahoméen.

## Biographie
Francis Covi naît le 5 février 1905 à Ouidah au Dahomey. Il commence sa scolarité à l'école régionale de Ouidah, puis la poursuit à l'École Victor-Ballot ; il fait partie de la promotion 1918. À 14 ans, il réussit à intégrer l'École normale William-Ponty de Dakar pour y suivre une formation d'instituteur. Il obtient une bourse pour poursuivre ses études en France à Aix-en-Provence.
De retour au Dahomey en 1926, il y mène à la fois une carrière d'enseignant et d'homme politique. Il contribue ainsi à la formation des premiers cadres du Dahomey et participe à la vie politique d'avant l'indépendance de ce pays. 
Par application du décret du 21 août 1932, qui fixe les conditions d'accession des « indigènes de l'Afrique-Occidentale française » aux droits de citoyen français, et après publication au Journal officiel de la République française du 25 août 1932, Francis Covi se voit accorder la nationalité française ce même mois.
Il est nommé chevalier de la Légion d'honneur en 1954 sur proposition du ministre de la France d'Outre-Mer et promu officier de la Légion d'honneur en 1962 sur proposition du ministre des Affaires étrangères français, Maurice Couve de Murville.
Il finit sa vie active en tant que sénateur de la Communauté, président, puis doyen de l'Assemblée nationale du Dahomey, non sans avoir participé entretemps aux travaux de l'Assemblée constituante de la fédération du Mali qui se composait à l'origine du Sénégal, de la République soudanaise (futur Mali), de la Haute-Volta (futur Burkina Faso) et du Dahomey.

### Enseignant
- 1919-1922 : élève-maître à l'école normale William-Ponty à Dakar
- 1922-1926 : école normale d'Aix-en-Provence
- À partir du 22 août 1926, il est directeur d'école à Porto-Novo, Covè, Abomey

### Homme politique
- 1945-1952 : membre de la Commission permanente du Conseil général du Dahomey, Président de la Commission des Affaires sociales de la commune de Porto-Novo, membre de l'Assemblée territoriale du Dahomey
- 1957 : député à l'Assemblée territoriale
- 1959-1960 : président de l'Assemblée nationale
- 1959-1961 : sénateur de la Communauté
- 1960-1963 : député à l'Assemblée nationale

## Distinctions
- Officier d'académie (1949)[n 1],[n 2],[6].

- Chevalier de l'ordre du Mérite social.
- Chevalier de l'ordre de l'Étoile noire.
- Chevalier de la Légion d'honneur (1954).
- Officier de la Légion d'honneur (1962).

- Officier de l'ordre national du Dahomey (1962)[7].
- Commandeur de l'ordre national du Bénin (1963)[8].